# Антарктические рогатки
Антаркти́ческие рога́тки, или харпаги́феровые (лат. Harpagiferidae) — семейство морских автохтонных антарктических донных лучепёрых рыб подотряда нототениевидных (Notothenioidei) отряда окунеобразных (Perciformes). Латинское название семейства образовано от названия рода Harpagifer — единственного рода в семействе.
Антарктические рогатки очень мелкие донные прибрежные рыбы, общая длина которых не более 12 см. Большая часть их ареала находится в Субантарктике и в нотальных (умеренных) водах Южной Америки. Эти одиночные литоральные и шельфовые рыбы не образуют скоплений и не представляют интереса для коммерческого промысла.

## Характеристика семейства Harpagiferidae
Форма тела бычковидная или пуголовковидная, при взгляде сверху и снизу. Тело голое, чешуи имеются лишь в боковых линиях. Голова относительно большая и высокая. Рыло короткое. На крышечной и подкрышечной костях жаберной крышки имеются по мощному прямому шипу, направленному назад. Рот конечный, выдвижной, с несколько косой ротовой щелью. Усик на подбородке отсутствует. Зубы на челюстях мелкие, на нёбных костях и сошнике отсутствуют. Жаберные мембраны широко приращены к межжаберному промежутку. Два спинных плавника, разделённых узким междорсальным пространством. Первый спинной плавник с более или менее жёсткими колючими лучами (в отличие от мягких колючек, свойственных антарктическим бородаткам).  Хвостовой плавник закруглённый. Две боковые линии — дорсальная и медиальная, представленные трубчатыми чешуями. Имеются хорошо окостеневшие нижние рёбра. В составе семейства содержится один род Harpagifer с 10—11 видами. Ранее в это семейство также включали антарктических бородаток, которые в настоящее время выделены в отдельное семейство Artedidraconidae.

## Распространение
Распространены главным образом у южной оконечности Южной Америки вдоль побережья Патагонии и циркумполярно у субантарктических островов. Один вид — антарктическая рогатка (Harpagifer antarcticus) встречается в антарктических водах у Антарктического полуострова и близлежащих островов, а также вдоль островной дуги моря Скоша — у Южных Шетландских, Южных Оркнейских и Южных Сандвичевых островов. 

## Образ жизни
Морские, донные, одиночные, прибрежные рыбы. Имеются две группы видов, хорошо разделяющихся между собой по глубинам обитания. Виды одной группы населяют литораль с каменистым дном, виды другой группы обитают в более глубоководной зоне шельфа, где встречаются до глубин 180 м. Литоральные виды легко обнаружить во время отлива под камнями в оставшихся лужицах. Антарктические рогатки, общая длина которых не превышает 9—12 см, являются самыми мелкими рыбами среди нототениевидных.

## Виды
Около 10—11 видов в роде Harpagifer:
- род Harpagifer
  - Harpagifer andriashevi  Prirodina, 2000
  - Harpagifer antarcticus  Nybelin, 1947
  - Harpagifer bispinis  (Forster, 1801)
  - Harpagifer crozetensis  Prirodina, 2004 (по некоторым данным[5] считается младшим синоним H. kerguelensis)
  - Harpagifer georgianus  Nybelin, 1947
  - Harpagifer kerguelensis  Nybelin, 1947
  - Harpagifer macquariensis  Prirodina, 2000
  - Harpagifer nybelini  Prirodina, 2002
  - Harpagifer palliolatus  Richardson, 1845
  - Harpagifer permitini  Neyelov et Prirodina, 2006
  - Harpagifer spinosus  Hureau, Louis, Tomo et Ozouf, 1980